# Маніхіно I
Мані́хіно I («Маніхіно-Перше»; рос. Мани́хино I) — вузлова залізнична станція Ризького напрямку і Великого кільця Московської залізниці у селищі станції Маніхіно міського округу Істра Московської області. Входить до складу Московсько-Смоленського центру організації роботи залізничних станцій ДЦС-3 Московської дирекції управління рухом. За основним характером роботи є проміжною, за обсягом роботи віднесена до 3 класу.
Розташована за 1 км від Волоколамського шосе і Московського малого кільця A107. Названа за однойменним селом. Виходи на вулиці Гагаріна, Першотравневу, до зупинки автобуса № 27.
На станції — дві пасажирські платформи, сполучені між собою пішохідним мостом. Станція відноситься до шостої тарифної зони. Турнікетами не обладнана. Час руху від Ризького вокзалу — 1 година 10 хвилин.
Є вузловою станцією, на станції зупиняються електропотяги:
- Радіального Ризького напрямку, дільниця Москва-Ризька — Шаховська (частина поїздів прямує Олексіївською сполучною лінією через Москва-Пасажирська-Курська далі з/на Курський напрямок МЗ, найдальша станція Серпухов). Зупиняються на першій острівній високій платформі. Обслуговуються моторвагонним депо Нахабіно (Ризького) і Перерва (Курського) напрямків.
- Великого кільця, дільниця Дєтково — Бекасово I — Поварово II. Три пари на день, часті запізнення. Прибувають на другу низьку берегову вкорочену платформу, здійснюється стоянка і зміна напрямку поїзда, відбуває назад тією самою колією (використовується одноколійна ССГ № 5 Маніхіно I — Маніхіно II). Обслуговуються моторвагонним депо Апрелєвка Київського напрямку МЗ. Один поїзд є «прямим» з Київського напрямку, маршрут Апрелєвка — Бекасово I — Поварово II.
  - Деякі електропотяги даної дільниці прямують по кільцю без заходу на станцію по ССГ (в попередні роки за розкладом, з літа 2012 року — тільки при сильному відставанні від графіку). В цьому випадку посадка на них можлива на платформі 165 км Великого кільця, розташованої за 7 хвилин ходьби від Маніхіно I.
  - Станція до літа 2011 року була кінцевою для однієї пари електропотягів Великого кільця, так як поїзди кільця також обслуговувалися депо Нахабіно.